# Lista våtmarksystem
Lista våtmarksystem er et ramsarområde i Farsund kommune, Agder fylke i Norge, bestående af en række vådområder, i alt ti separate naturreservater og landskapsvernområder på i alt 7,24 km2. Området omfatter blandt andet grunde vige ved kysten, klitlandskaber, mose- og sumpområder, og lavvandede,  næringsrige søer. Området har en speciel vegetation, blandt andet i tilknytning til klitterne  ud mod havet
Områderne har siden 1996 har fælles status som ramsarområde, på grund af sin betydning for trækfugle.
De ti områder er 
- Røyrtjønn naturreservat, oprettet 10. november 1988 – 88 daa ark
- Fuglevika dyrefredningsområde, oprettet 28. august 1987 – 141 daa
- Nordhasselvika fuglefredningsområde, oprettet 28. august 1987 – 1359 daa
- Nesheimvann naturreservat, oprettet 10. november 1988 – 1491 daa
- Hanangervann og Kråkenesvann landskapsvernområde, oprettet 10. november 1988 – 2572 daa
- Havika dyrefredningsområde, oprettet 28. august 1987 – 639 daa
- Einarsneset plante- og dyrefredningsområde, oprettet 28. august 1987 – 1409 daa
- Prestvannet dyrefredningsområde, oprettet 10. november 1988 – 342 daa
- Kviljo plantefredningsområde, oprettet 28. august 1987 – 799 daa og Kviljo plante- og dyrefredningsområde, oprettet 28. august 1987 – 3008 daa
- Steinodden dyrefredningsområde, oprettet 28. august 1987 – 2260 daa og Steinodden plante- og dyrefredningsområde, oprettet 28. august 1987 – 235 daa

Det senest oprettede Slevdalsvann naturreservat (2005) er også foreslået som en del af ramsarområdet.

58°4′N 6°40′Ø / 58.067°N 6.667°Ø